# 100s (中村一義のアルバム)
『100s』（ひゃくえす）は、中村一義の4枚目のオリジナルアルバム。2002年9月19日に東芝EMIから発売された。

## 概要
- 中村一義名義ではあるが、実質的に100sのアルバムである。
- 2001年ROCK IN JAPAN FESTIVALの大トリとして出演した際のメンバーで収録した作品であり、後にこのメンバーで100sを結成することとなる。

## 収録曲
全曲作詞・作曲：中村一義 (#06のみ池田貴文と共作)

全曲編曲：100s
1. ロード中...
2. キャノンボール
3. グッデイ
4. いつだってそうさ
5. Yes
6. <DAS>in
7. ラッタッタ
8. セブンスター
9. スノーキング
10. sui
11. ZEN
12. <DAS>out
13. メキシコ
14. 新世界
15. ひとつだけ

## 参加ミュージシャン
- 100s
  - 中村一義：Vocal, Chorus, Program & Edit, Percussion
  - 池田貴文：Keyboards, Program & Edit, Chorus, Percussion
  - 町田昌弘：Electric Guitar, Acoustic Guitar, Chorus, Percussion
  - 小野眞一：Electric Guitar, Chorus, Percussion
  - 山口寛雄：Bass, Chorus, Percussion, Acoustic Piano (#7)
  - 玉田豊夢：Drums, Percussion, Chorus
- 高野勲：Strings Arrangement (#6,16), Theremin (#10)
- 金子飛鳥ストリングス：Strings (#6,16)